# موت أباد (معصومية)
موت أباد (بالفارسية: موت‌آباد) هي قرية تقع في إيران في قسم معصومیة الريفي. يقدر عدد سكانها بـ 429 نسمة بحسب إحصاء 2016.